# Auzay
Auzay (Ausàe en poitevin) est une ancienne commune française située dans le département de la Vendée en région Pays de la Loire. Le 1er janvier 2017, elle fusionne avec Chaix pour former la commune nouvelle d'Auchay-sur-Vendée.
Ses habitants sont les Auzaciens.

## Géographie
L’ancien territoire municipal d’Auzay s’étend sur 1 380 hectares. L’altitude moyenne de la commune déléguée est de 25 mètres, avec des niveaux fluctuant entre 1 et 52 mètres,.

## Histoire

### Préhistoire
Deux importants sites préhistoriques ont été découverts sur le territoire de la commune :
- Éperon des Châtelliers - Viel Auzay : le site, connu depuis longtemps, a fait l'objet, à partir de 1978, d'une longue campagne de fouilles entreprises par Jean-Marc Large et Patrice Birocheau qui ont permis de mettre au jour trois stades d'occupation, deux préhistoriques (Néolithique intermédiaire et récent) et une réoccupation protohistorique de l'âge du bronze[5]
- Nécropole des Ouches : découverte en 1994, elle comportait quatorze sépultures datées de l'Âge du bronze.

### Époque contemporaine
Un arrêté préfectoral du 4 août 2016 entérine la création de la commune nouvelle d'Auchay-sur-Vendée au 1er janvier 2017. Cette commune naît de la fusion des communes d’Auzay et de Chaix.

## Politique et administration

### Liste des maires
| Période                                  | Période          | Identité            | Étiquette | Qualité                 |
| ---------------------------------------- | ---------------- | ------------------- | --------- | ----------------------- |
| mai 1945                                 | janvier 1963     | Jacques de Maupeou  |           | Propriétaire exploitant |
| 1963                                     | mars 1983        | Cristina de Maupeou |           |                         |
| mars 1983                                | mars 2001        | Achille Gatineau    |           | Agriculteur             |
| mars 2001                                | mars 2008        | Bernard Alem        |           |                         |
| mars 2008                                | 31 décembre 2016 | Michel Héraud       |           | Agent commercial        |
| Les données manquantes sont à compléter. |                  |                     |           |                         |

### Liste des maires délégués
| Période                                  | Période     | Identité           | Étiquette | Qualité                                 |
| ---------------------------------------- | ----------- | ------------------ | --------- | --------------------------------------- |
| 3 janvier 2017                           | 26 mai 2020 | Michel Héraud      |           |                                         |
| 26 mai 2020                              | En cours    | Dominique Gatineau |           | Maire d’Auchay-sur-Vendée (depuis 2020) |
| Les données manquantes sont à compléter. |             |                    |           |                                         |

## Démographie

### Évolution démographique
L'évolution du nombre d'habitants est connue à travers les recensements de la population effectués dans la commune depuis 1793. À partir du 1er janvier 2009, les populations légales des communes sont publiées annuellement dans le cadre d'un recensement qui repose désormais sur une collecte d'information annuelle, concernant successivement tous les territoires communaux au cours d'une période de cinq ans. 
Pour les communes de moins de 10 000 habitants, une enquête de recensement portant sur toute la population est réalisée tous les cinq ans, les populations légales des années intermédiaires étant quant à elles estimées par interpolation ou extrapolation. Pour la commune, le premier recensement exhaustif entrant dans le cadre du nouveau dispositif a été réalisé en 2007,.
En 2015, la commune comptait 658 habitants, en évolution de +9,85 % par rapport à 2009 (Vendée : +5,7 %, France hors Mayotte : +2,49 %).
| 1793 | 1800 | 1806 | 1821 | 1831 | 1836 | 1841 | 1846 | 1851 |
| ---- | ---- | ---- | ---- | ---- | ---- | ---- | ---- | ---- |
| 710  | 780  | 751  | 875  | 784  | 771  | 807  | 835  | 819  |

| 1856 | 1861 | 1866 | 1872 | 1876 | 1881 | 1886 | 1891 | 1896 |
| ---- | ---- | ---- | ---- | ---- | ---- | ---- | ---- | ---- |
| 791  | 777  | 773  | 713  | 700  | 706  | 696  | 682  | 646  |

| 1901 | 1906 | 1911 | 1921 | 1926 | 1931 | 1936 | 1946 | 1954 |
| ---- | ---- | ---- | ---- | ---- | ---- | ---- | ---- | ---- |
| 640  | 649  | 596  | 522  | 503  | 485  | 452  | 472  | 469  |

| 1962 | 1968 | 1975 | 1982 | 1990 | 1999 | 2007 | 2011 | 2014 |
| ---- | ---- | ---- | ---- | ---- | ---- | ---- | ---- | ---- |
| 422  | 412  | 417  | 473  | 452  | 522  | 584  | 628  | 648  |

### Pyramide des âges
La population de la commune est relativement jeune. Le taux de personnes d'un âge supérieur à 60 ans (19,9 %) est en effet inférieur au taux national (21,6 %) et au taux départemental (25,1 %).
Contrairement aux répartitions nationale et départementale, la population masculine de la commune est supérieure à la population féminine (52,1 % contre 48,4 % au niveau national et 49 % au niveau départemental).
La répartition de la population de la commune par tranches d'âge est, en 2007, la suivante :
- 52,1 % d’hommes (0 à 14 ans = 24,3 %, 15 à 29 ans = 11,8 %, 30 à 44 ans = 26 %, 45 à 59 ans = 19,4 %, plus de 60 ans = 18,4 %) ;
- 47,9 % de femmes (0 à 14 ans = 25,4 %, 15 à 29 ans = 8,6 %, 30 à 44 ans = 26,4 %, 45 à 59 ans = 18,2 %, plus de 60 ans = 21,4 %).

| Hommes | Classe d’âge | Femmes |
| ------ | ------------ | ------ |
| 0,0    | 90 ans ou +  | 0,7    |
| 6,6    | 75 à 89 ans  | 6,4    |
| 11,8   | 60 à 74 ans  | 14,3   |
| 19,4   | 45 à 59 ans  | 18,2   |
| 26,0   | 30 à 44 ans  | 26,4   |
| 11,8   | 15 à 29 ans  | 8,6    |
| 24,3   | 0 à 14 ans   | 25,4   |

| Hommes | Classe d’âge | Femmes |
| ------ | ------------ | ------ |
| 0,4    | 90 ans ou +  | 1,2    |
| 7,3    | 75 à 89 ans  | 10,6   |
| 14,9   | 60 à 74 ans  | 15,7   |
| 20,9   | 45 à 59 ans  | 20,2   |
| 20,4   | 30 à 44 ans  | 19,3   |
| 17,3   | 15 à 29 ans  | 15,5   |
| 18,9   | 0 à 14 ans   | 17,4   |

## Lieux et monuments
- Église Notre-Dame-de-la-Nativité de Auzay
- Ancien prieuré, partiellement inscrit monument historique par arrêté du 30 novembre 1994, l’église et la chapelle priorale sur le flanc nord du chœur, ainsi que la cave voûtée.
- Un pont Eiffel est observable à Auzay, il se situe entre Chaix et Auzay, passant au-dessus la Vendée.

## Personnalités liées à la commune
- Jacques de Maupeou, maire d'Auzay (1945-1963) et sénateur de la Vendée (1948-1963).
- Galet d'Auzay, cheval selle français qui a concouru aux J.O. de 2004 sous la selle de Michel Robert. Également en 2003 :
  - médaille d'argent par équipe aux Championnats d'Europe de saut d'obstacles de Donaueschingen en Allemagne ;
  - médaille d'or au championnat de France Pro 1 ;
  - membre de l'équipe vainqueur de la coupe Samsung Super League.

En 2006 : sélectionné au Championnat du monde de saut d'obstacles d'Aix-la-Chapelle en Allemagne. Et en 2007 : vainqueur du Grand Prix Coupe du monde de Bordeaux en France.
- Élodie Martineau, 2e dauphine miss France 2009, ainsi que miss Pays de la Loire 2008.